# Kansas (Film)
Kansas (Originaltitel Kansas) ist ein von Regisseur David Stevens inszeniertes US-amerikanisches Kriminalfilm-Drama aus dem Jahr 1988.

## Handlung
Wade Corey erleidet auf dem Weg nach New York City eine Autopanne und fährt auf einem Güterzug als blinder Passagier mit. Im Waggon lernt er Doyle Kennedy kennen, der ihn überredet mit ihm in dessen Heimatort im ländlichen Kansas zu kommen. Bei ihrer Ankunft sind in dem Provinznest alle auf den Beinen, denn der Gouverneur von Kansas stattet dem Ort einen Besuch ab. Die beiden Mittellosen dringen in ein Farmhaus ein um sich neu einzukleiden und zu verpflegen.
Während der Feierlichkeiten führt Doyle Wade unter einem Vorwand in die örtliche Crescent County Bank. Doyle schlägt den Wachmann nieder und zwingt Wade mit der erbeuteten Waffe, ihm beim Überfall zu helfen. Die einzige Angestellte ist gerade auf der Toilette, wird von Doyle dort gefesselt und wird später nur von einem Täter berichten. Nachdem der Alarm ausgelöst wird, trennen Doyle und Wade sich auf der Flucht. Wade, der die Beute bei sich trägt, versteckt diese unter der Brücke des nahe gelegenen Flusses. Bei der anschließenden Suchaktion stoßen just zu diesem Zeitpunkt zwei Streifenwagen vor der Brücke zusammen. Der hier mit der kleinen Tochter des Gouverneurs abgestellte Wagen wird dabei in den Fluss geschoben. Wade rettet das Mädchen aus dem sinkenden Auto und wird dabei von Lokalreporter Nelson Alquist fotografiert. Wade flieht, nachdem er das Mädchen am Ufer abgelegt hat und findet bald darauf auf einer abgelegenen Getreidefarm einen befristeten Job als Erntehelfer.
Hier beginnt er sich sofort für die hübsche Farmerstochter Lori Bayles zu interessieren. Doyle arbeitet inzwischen für eine Schaustellerin auf dem Jahrmarkt. Hier trifft er auf Wade, der mit einigen Farmarbeitern in die Stadt kam, um sich zu amüsieren. Die beiden verabreden sich für den nächsten Abend am Fluss. Zufällig ergibt es sich, dass Lori und Wade sich am folgenden Abend in der Scheune treffen und dabei intim werden. Wade verpasst darüber sein Treffen mit Doyle. Der erzürnte Doyle sucht Wade auf der Farm auf, vereinbart ein neues Treffen und steckt als „Gedächtnisstütze“ eine Scheune in Brand. Bei den anschließenden Löscharbeiten erkennt Reporter Alquist Lebensretter Wade wieder. Dem Helden Wade soll vom Gouverneur eine Medaille verliehen werden. Um Doyle, der wegen seiner auffälligen Tätowierung bereits als Bankräuber identifiziert wurde, zieht sich die Schlinge langsam zu. Nachts dringt er bei Reporter Nelson Alquist ein und teilt ihm mit, dass er zusammen mit dem vermeintlichen Helden Wade Corey die Bank ausgeraubt habe. Bei der anschließenden Durchsicht seiner vielen anlässlich des Gouverneursbesuches geschossenen Fotos entdeckt Nelson tatsächlich eines, das Wade und Doyle zusammen zeigt. Er wittert eine tolle Story für seine Zeitung. Beim anschließenden nächtlichen Treffen auf der Brücke nimmt Doyle Wade die Beute mit Gewalt ab.
Anderntags gerät Doyle mit seiner Geliebten Drifter in eine Straßensperre der Polizei und wird beim Versuch sie zu durchbrechen tödlich verwundet. Wade hat sich in der Zwischenzeit mit Lori davongemacht und die ganze versammelte Gesellschaft einschließlich des Gouverneurs versetzt. Ein Polizeibeamter informiert Alquist vom Tod Doyles und der vollzählig sichergestellten Beute, woraufhin der den Entwurf seiner Story über das Doppelleben von Wade vernichtet. Wade verabschiedet sich von Lori und springt auf einen vorbeifahrenden Güterzug auf. Schon kurz darauf packen ihm Zweifel über sein Tun. Schließlich springt er aus dem Waggon und wird von der überglücklichen Lori in Empfang genommen.

## Produktion
Der Film entstand ausschließlich im US-Bundesstaat Kansas. Gedreht wurde in der Hauptstadt Topeka sowie in Edgerton, Lawrence, Valley Falls und auf dem U.S. Highway 24 bei St. Marys.

## Kritik
„Spannendes Leinwand-Duell zweier völlig unterschiedlicher Nachwuchsstars: ‚tough guy‘ Matt Dillon gegen den richtig netten Andrew McCarthy“